# Haute-Savoie
Haute-Savoie (frankoprovansalsko Savouè d'Amo, oznaka 74) je francoski departma ob meji z Italijo in Švico, imenovan po zgodovinski pokrajini Savoji. Nahaja se v regiji Rona-Alpe.

## Zgodovina
Departma je bil ustanovljen po priključitvi Savojskega vojvodstva k Franciji 24. marca 1860 z združitvijo starih provinc Genevois, Chablais in Faucigny.

## Geografija
Haute-Savoie (Visoka Savoja) leži v severovzhodnem delu regije Rona-Alpe ob meji s Švico in Italijo. Na jugu meji na departma Savojo, na zahodu na departma Ain, na severu na švicarske kantone Ženevo, Vaud in Valais, na vzhodu pa na italijansko Dolino Aoste.
Del meje s Švico poteka preko Ženevskega jezera, na meji z Italijo pa se nahaja masiv Mont Blanca.